# Colanthelia distans
Colanthelia distans är en gräsart som först beskrevs av Carl Bernhard von Trinius, och fick sitt nu gällande namn av Mcclure. Colanthelia distans ingår i släktet Colanthelia, och familjen gräs. Inga underarter finns listade i Catalogue of Life.